# Respirazione circolare
La tecnica della respirazione circolare o a fiato continuo, permette di suonare uno strumento a fiato senza interrompere il flusso d'aria.
È stata utilizzata, sin dal passato, per suonare strumenti musicali nell'ambito della musica etnica (ad esempio le launeddas o la tibia); oggi viene utilizzata anche con strumenti moderni, in contesti che vanno dalla musica contemporanea al jazz.
La tecnica consiste nello sfruttare la cavità della bocca come riserva d'aria da rilasciare nel momento in cui si inspira l'aria dal naso per riempire di nuovo i polmoni. Il miglioramento della tecnica permette di evitare di far sentire il momento in cui si passa da un tipo all'altro di espirazione.
La bocca diventa come la sacca della zampogna o della cornamusa ed in questo modo si riesce a produrre un suono che non si interrompe.
La tecnica della respirazione circolare era ed è utilizzata per suonare diversi strumenti etnici:
- adharc (Irlanda)
- alboka (Paesi Baschi)
- aulos (Grecia e Roma antica)
- benas (Sardegna, Italia)
- ciaramella (Italia ed Europa del nord)
- cyla-diare (Albania)
- didgeridoo (Australia)
- dord ard (Irlanda)
- dordiseal (Irlanda)
- duduk (Georgia e Armenia)
- dung (Tibet, Armenia)
- ghaita (Marocco e Algeria)
- gyaling (Tibet)
- karakara (Australia)
- kangling (Tibet)
- kaval (Bulgaria)
- launeddas (Sardegna, Italia)
- narh (India)
- nadaswaram (India del sud)
- pungi (India)
- serunai (Malaysia)
- shanai (India)
- zurna (Medio Oriente, Africa del Nord e occidentale)
- ulbura (Australia)
- zukrah (Libia e Tunisia)
- mijwiz (Palestina)